# Blepharidachne hitchcockii
Blepharidachne hitchcockii là một loài thực vật có hoa trong họ Hòa thảo. Loài này được Lahitte mô tả khoa học đầu tiên năm 1939.